# NHKスペシャル・大英博物館
『NHKスペシャル・大英博物館（エヌエイチケイ スペシャル だいえいはくぶつかん）』は、日本のテレビ番組。1990年（平成2年）から1991年（平成3年）にかけて、NHK総合テレビの『NHKスペシャル』枠で放送されたドキュメンタリー番組である。
大英博物館に収蔵される様々な歴史的遺物をその背景と共に解説している。音楽を篠崎正嗣と大島ミチルのユニット「式部（しきぶ）」が、音楽プロデュースを伊藤圭一が担当している。

## 放送内容
表記内容は左から順に、話数（「第○集」）、サブタイトル、放映日、特記事項（番組内容に関わる事項）。
- 第1集　都市が生まれ、文字が生まれた ～メソポタミア文明 メソポタミア・文明の誕生～

1990年10月20日放映。メソポタミア文明、シュメール。文字の発明、都市・文明の誕生。
- 第2集　王に触れるな、王は神なり！ ～エジプト・大ラムセスの帝国～

1990年10月21日放映。古代エジプト文明、ラムセス2世。
- 第3集　われ“人間”を刻めり ～ギリシャ・パルテノンの栄光～

1990年10月22日放映。古代ギリシア文明、アテナイ、パルテノン神殿、エルギン・マーブル。
- 第4集　姿なきブッタのかたち ～インド・仏教美術の源流～

1991年1月6日放映。古代インド、仏教美術。ヘレニズム、ガンダーラ美術、アマラーヴァティー (en) 彫刻。
- 第5集　流砂に消えた秘宝 ～中央アジア・文明の十字路～

1991年1月12日放映。古代中央アジア、オアシス都市、シルクロード。オーレル・スタイン・コレクション。
- 第6集　太陽帝国の滅亡 ～アステカ・謎の仮面を追う～

1990年11月13日放映。アステカ文明、モクテスマ2世。トルコ石の仮面。コンキスタドール、エルナン・コルテス。